# Réserve nationale de faune de l'Île Boot
La réserve nationale de faune de l'Île Boot (anglais : Boot Island National Wildlife Area) est une réserve nationale de faune du Canada située dans le comté de Kings en Nouvelle-Écosse. Cette réserve de 107 ha créée en 1979 a pour mission de protéger des habitats côtiers, aires de rassemblement importantes pour la sauvagine et les oiseaux de rivages. Elle est administrée par le Service canadien de la faune. Elle est située dans le Southern Bight-Bassin des Mines, qui a été reconnu comme site Ramsar en 1987.